# هنا (اکلاهما)
هنا(به انگلیسی: Hanna) شهری در ایالت اکلاهما کشور ایالات متحده آمریکا است که جمعیت آن در سرشماری سال ۲۰۱۰ میلادی، ۱۳۸ نفر بوده‌است.